# 横浜アリーナ
横浜アリーナ（よこはまアリーナ、英: Yokohama Arena）は、神奈川県横浜市港北区にある多目的ホール。1989年（平成元年）4月1日に開館した。株式会社横浜アリーナ（1986年設立、親会社：西武鉄道）が管理・運営を行う。略称「横アリ」。

## 沿革
横浜市制施行100周年・横浜港開港130周年を迎える1989年に、横浜博覧会などと共に記念事業の一環として建設された。麒麟麦酒（初代法人、現キリンホールディングス）、横浜市、プリンスホテル（後に西武鉄道に譲渡）が出資する第三セクターとして運営される。横浜文化体育館（最大5,000席）を大きく上回る県内最大規模の屋内施設としてオープンし、新横浜駅からのアクセスも良いことから、コンサートやスポーツ、企業式典など様々な用途で利用されており、アリーナ稼働率が9割を超えることもある。日本音響家協会の「優良ホール100選」にも選ばれている。
2016年、老朽化改修工事のため半年間休業。電気・空調など設備更新、ロビーやトイレの改修、観客席の交換、照明のLED化など全面的な改修工事を行い、7月1日にリニューアルオープンした。正面エントランスに縦5m・横8mの大型LEDサイネージが設置された。
2017年3月3日、株式会社横浜アリーナについて同年3月下旬を目処に西武鉄道がキリンホールディングスの保有する発行株式46.2%分を取得して筆頭株主になるとともに、西武鉄道の子会社となることが発表された。また、西武鉄道の発表と同日に大手芸能事務所のアミューズが、西武鉄道と同じく2017年3月下旬にキリンホールディングスから横浜アリーナの株式4.2%を取得し、資本参加することが発表された。
2022年、再び改修工事のため半年間休業。吊り天井の耐震化や屋上防水、映像・音響設備の更新など、施設の長寿命化に関する工事を行った。この工事により、今後10年以上は工事のために休業する必要がなくなった。

## 特徴
メインアリーナは最大面積8,000m2、最大収容人数17,000人。コンピュータ制御のラムダシステムにより、フロア床下に収納された可動式シート11,000席を昇降させ、イベントに適したレイアウトを3時間前後でセッティングすることが可能。可動席の最大高さはフロア＋5m。
一般に「アリーナ」と呼ばれる平面席を「センター席」、1階から2階にかけての可動席を「アリーナ席」、3階から4階にかけての固定席を「スタンド席」と呼ぶ。アリーナ席は縦最大22列、6ブロックに分けられ、正面エントランス側が「A」、そこから時計回りに「B」から「F」まで区切られている。スタンド席は10列、東西南北の4ブロックに区切られている（正面エントランス側から時計回りに西・北・東・南）。
アリーナ横にはライブハウス「新横浜NEW SIDE BEACH!!」と音楽スタジオ「Studio MUGIC」がある。

## 公式キャラクター
20周年を迎えた2009年、公式マスコットキャラクターとして「ヨコアリくん」が登場。横浜アリーナに住む青いアリのゆるキャラで、誕生日は開館日と同じく1989年4月1日。横浜アリーナ内でのイベント開催時や設営時など人の集まる時に出没するほか、横浜市内の地域行事・学校行事への参加、FMヨコハマのラジオ番組へのレギュラー出演など、ご当地キャラクターとしても活動している。

## 公演・イベント実績

### 成人式
毎年成人の日には、横浜市の成人式が開催される。横浜市全域が対象となるため2万人以上が参加し、居住区を指定して午前・午後の2部制で行われる。2021年～2023年はコロナ禍における混雑回避のため、式典を30分に短縮し、4・5回に分けて開催した（2024年は午前・午後・夕方の3部制）。その模様は、日本最大規模の成人式としてテレビの報道番組で取り上げられている。近隣の新横浜プリンスホテルや新横浜国際ホテルは、新成人の晴れ着の着付け会場として早朝から混雑する。

### コンサート
1989年4月1日に行われた杮落とし公演は、松任谷由実による「Delight Slight Light KISS 横浜アリーナオープニングセレブレイションコンサート」。当初は地元横浜出身で、昭和の歌謡界を代表する歌手の一人である美空ひばりの公演が予定されていたが、ひばりの病状悪化（公演予定日の2か月後に逝去）に伴い中止となったため、松任谷由実が行う運びとなった。松任谷は3月31日の竣工式のテープカットにも出席している（松任谷の公演回数は、64回（2023年11月現在））。これを皮切りに、これまで洋邦問わず数多くのアーティストがコンサートで利用している。公演実績については公式サイトの「過去の主なイベント」を参照のこと。
横浜市出身のゆずは聖地としてデビュー以来ライブを行っており、音楽アーティストとして公演回数最多記録を持っている（79回・2022年8月現在）。
オープンした1989年以来、サザンオールスターズおよびそのメンバーである桑田佳祐のカウントダウンライブの恒例会場として使用され続けている。実施されない年もあったが、毎年12月31日は、所属事務所であり、資本参加するアミューズが常に会場を確保しているともされ、1995年にはアミューズが主催する「アクト・アゲインスト・エイズ」のイベント（桑田も出演）が行われ、1998年・2003年・2008年には福山雅治、2010年にはポルノグラフィティ、2015年にはflumpool、2018年にはPerfumeと所属ミュージシャンがカウントダウンライブを行っている。また、福山雅治は横浜アリーナの男性ソロアーティスト公演回数の記録（33回・2019年2月現在）を持っている。
角松敏生は2003年にデビュー20周年コンサートの振り替え公演「TOSHIKI KADOMATSU 20th Anniversary Live BF-1981〜1993 “REVENGE”」を開催して以降、5年おきの周年記念ライブの恒例会場として使用している。2016年7月2日に行われたリニューアルオープン後の杮落とし公演は、角松のデビュー35周年ライブだった。
2019年は、前年までパシフィコ横浜国立大ホールで行われていたももいろクローバーZがメインとなって開催される『ももいろ歌合戦』をカウントダウンイベントとして開催。開場以来初めてアミューズ以外のアーティストによる年越し公演となる。『ももいろ歌合戦』は2023年にも実施された。
毎年5月の連休はSTARTO ENTERTAINMENT（旧ジャニーズ事務所）が会場を押さえており、所属グループによるコンサートも恒例となっている（2009年・2016年・2022年は除く）。

### スポーツイベント
1993年に東レ パン・パシフィック・オープン・テニストーナメントの試合会場として使用された。また、1998年のかながわ・ゆめ国体では体操会場として使用された。さらに、2008年バレーボール・ワールドグランプリ決勝ラウンド、2009年世界卓球選手権横浜大会、2018年バレーボール女子世界選手権プールA・ファイナルフォーの試合会場として使用された。2018年5月26日にはB.LEAGUEチャンピオンシップファイナル、2024年8月にはバドジャパンオープンが開催された。
また、1996年3月3日、辰吉丈一郎が指名挑戦者として、WBC世界スーパーバンタム級王座に挑んだ試合や、同年6月24日、かつて内装工事会社社員としてアリーナの建設に携わった、当時のWBA世界ミドル級王者竹原慎二の初防衛戦を皮切りに、プロボクシングの世界タイトルマッチの会場として頻繁に使われるようになる。1998年に行われた国内史上初となる「トリプル世界戦」の会場も横浜アリーナであり、ダブル世界戦も国内最多となる「7度」ここで開催された。同年、総合格闘技イベント「PRIDE.2」が開催。それ以降もPRIDEは何度か使用した。また、PRIDEの後継のRIZINも2020年までに2度の興行を開催した。
プロレスでは1989年5月6日の全日本女子プロレスを皮切りにビッグマッチが多く組まれている。1993年4月2日に行われた女子オールスター戦は北斗晶 対 神取忍の遺恨試合で知られる。新日本プロレスも度々使用。2000年には初の電流爆破デスマッチが行われた。2001年12月2日には地元に本社を置く大日本プロレスが初めて興行を開いた。ファイティングオペラ「ハッスル」では「ハッスルマニア（2008年のみ有明コロシアム）」などが開催された。他の格闘技も数多く行われている。

### テレビ公開番組
横浜アリーナでは以下のテレビ番組の公開も行われている（過去に行われたものも含む）。
- 夜のヒットスタジオDELUXE（フジテレビ系、1989年5月3日）
- オールスター紅白大運動会（フジテレビ系、1994年 - 1996年 『ものまね王座決定戦』出演者メインで復活した時）
- BANG! BANG! BANG!スペシャル（フジテレビ系、1996年4月）
- 27時間チャレンジテレビ（テレビ朝日系、1996年11月2日 - 3日）
- FNS歌謡祭（フジテレビ系、1996年・1997年）
- 小学生クラス対抗30人31脚（テレビ朝日系）
- HEY!HEY!HEY!MUSIC AWARDS（フジテレビ系）
- 1億3000万人が選ぶ!ベストアーティスト（日本テレビ系、2005年 - 2007年・2020年）

など

### ラジオ番組
- 岡村隆史のオールナイトニッポン歌謡祭in横浜アリーナ（ニッポン放送系、2015年 - 2019年）
- ナインティナインのオールナイトニッポン歌謡祭in横浜アリーナ（ニッポン放送系、2021年ｰ）
- ももいろクローバーZ ももクロくらぶxoxoバレンタイン DE NIGHT だぁ～Z!（ニッポン放送系、2014年・2015年・2017年 - ）
- 佐久間宣行のオールナイトニッポン0(ZERO)（ニッポン放送系、2022年・2024年）
- 乃木坂46のオールナイトニッポン presents 久保史緒里の青春文化祭 in 横浜アリーナ（ニッポン放送系、2025年）[13]

### プロレス
- 大日本プロレス - 2001年12月2日（BJWデスマッチヘビー級選手権試合他）
- 新日本プロレス
  - 2003年11月3日
  - 2014年5月25日『BACK TO YOKOHAMA ARENA』
  - 2022年1月8日『WRESTLE KINGDOM 16』（ノアとの全面対抗戦）
  - 2023年1月21日『WRESTLE KINGDOM 17』
- プロレスリング・ノア
  - 2023年1月22日『GREAT MUTA FINAL “BYE-BYE”』
- WWE日本公演
  - 2002年3月1日
  - 2003年7月17日・18日
  - 2011年11月30日・12月1日

- スターダム - 2023年4月23日 『ALLSTAR GRAND QUEENDOM 2023』

など多数

### 各種イベント
- ツムラ インパルス「ジョージ・ルーカス スーパーライブ・アドベンチャー」（1993年）日本テレビ開局40年記念2ヶ月半超のロングラン公演
- Jリーグアウォーズ（1993年 - 1995年・1997年 - 2007年・2011年 - 2014年・2016年 - 2018年・2023年 - ）
- 東京ガールズコレクション（2007 Spring/Summer、2010 Spring/Summer）
- 横浜市二十歳の市民を祝うつどい[注 8][14][注 9][15]（1990年 - ）
- 日本体育大学体育研究発表実演会（奇数年開催）
- エホバの証人地域大会（1989年 - 2010年）
- ダイアナ年代別ゴールデン・プロポーションコンテスト
- EXO日本ファンクラブイベント「EXO CHANNEL」（2015年）[16]
- ドラゴンクエストライブスペクタクルツアー（2016年）
- 第34回全国健康福祉祭神奈川・横浜・川崎・相模原大会（ねんりんピックかながわ2022）総合開会式（2022年）
- スターズ・オン・アイス（2017年・2018年・2020年・2021年・2023年）
- ディズニー・オン・アイス

など
アリーナ本体以外にも、施設のエントランス周辺を使ったフリーマーケットも開催されている。

### 葬儀・告別式
著名人などの葬儀・告別式が横浜アリーナで行われたこともある。主な例は次の通り。
- 細郷道一 元横浜市長(1990年)
- 坂本堤 弁護士一家（1995年10月22日）

## 事件・事故
- 2007年1月 - ハロー!プロジェクトのコンサートにおいて、3階スタンド席の最前列の観客が2階のアリーナ部分に転落。この事故以降は危険防止のため、3階スタンド席最前列では着席での観賞が呼びかけられている。
- 2008年4月 - 関ジャニ∞のコンサートにおいて、天井から石膏ボードが客席に落下。観客の母娘が頭を打つケガ。
- 2015年1月 - サザンオールスターズのカウントダウンライブ終了後、撤収作業中に作業員が可動席収納スペースに転落し重症を負う[17]。
- 2018年1月8日 - 横浜市に本社を置く着物の販売・レンタル業者「はれのひ」が成人式当日に突然営業を停止。横浜アリーナ周辺の着付け会場では予約を反故にされた新成人が続出し、別の業者を探すなどの対応に追われた。横浜市は午前の部に間に合わなかった参加者を午後の部に受け入れる救済措置を行った。

## ギャラリー

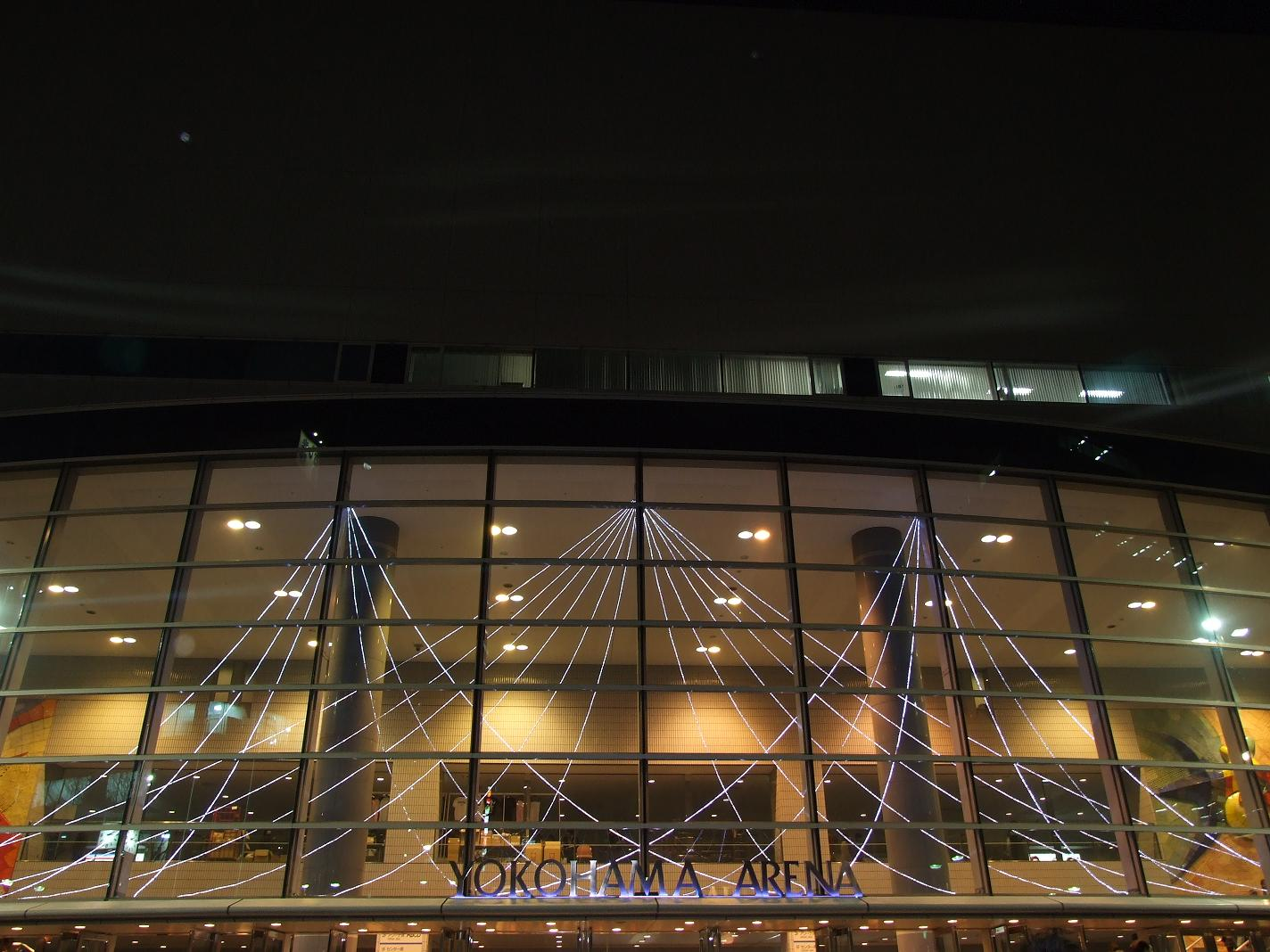
夜の外観（K-1 WORLD GP 2008 FINAL）
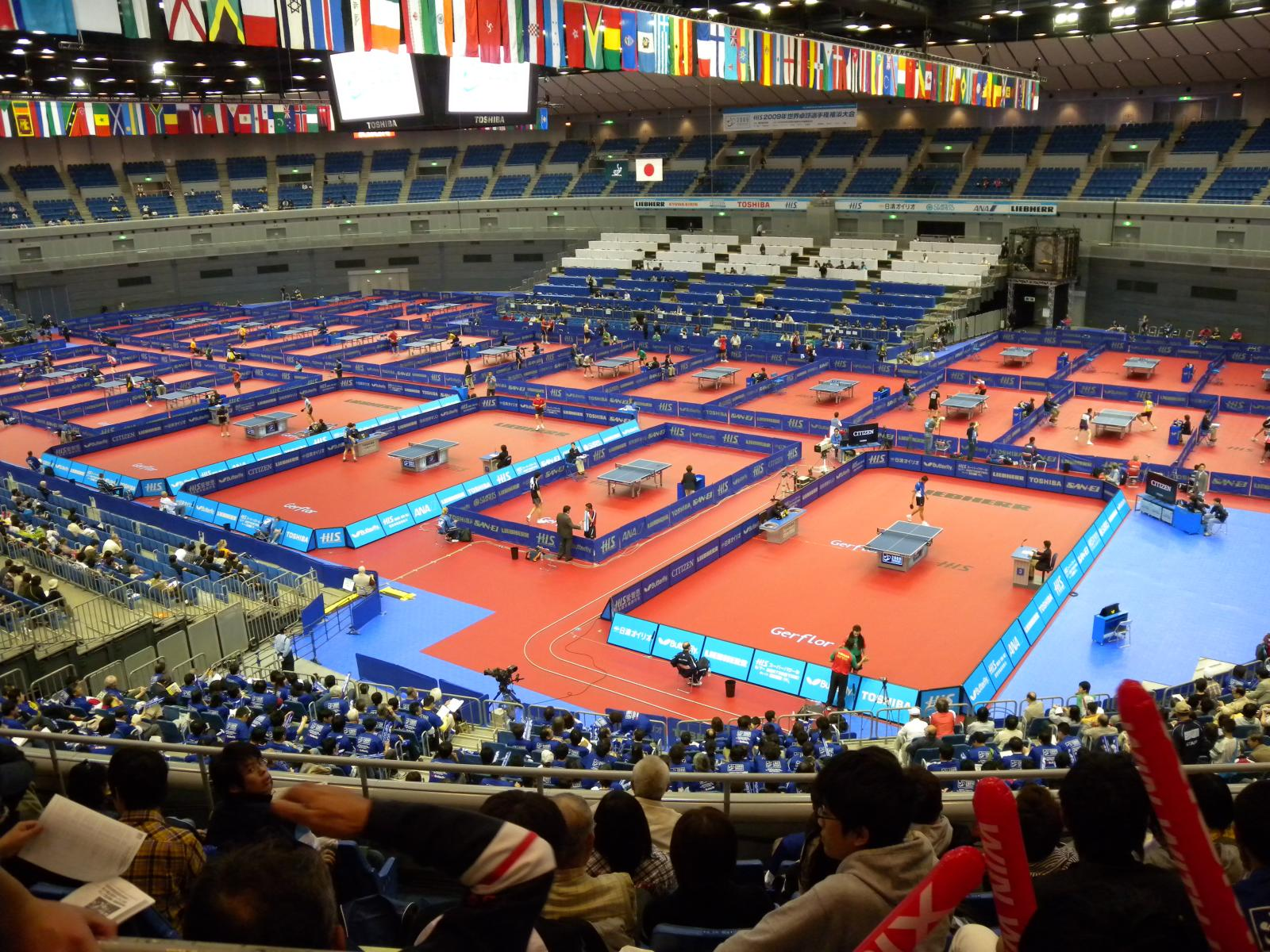
場内レイアウト（世界卓球選手権2009）
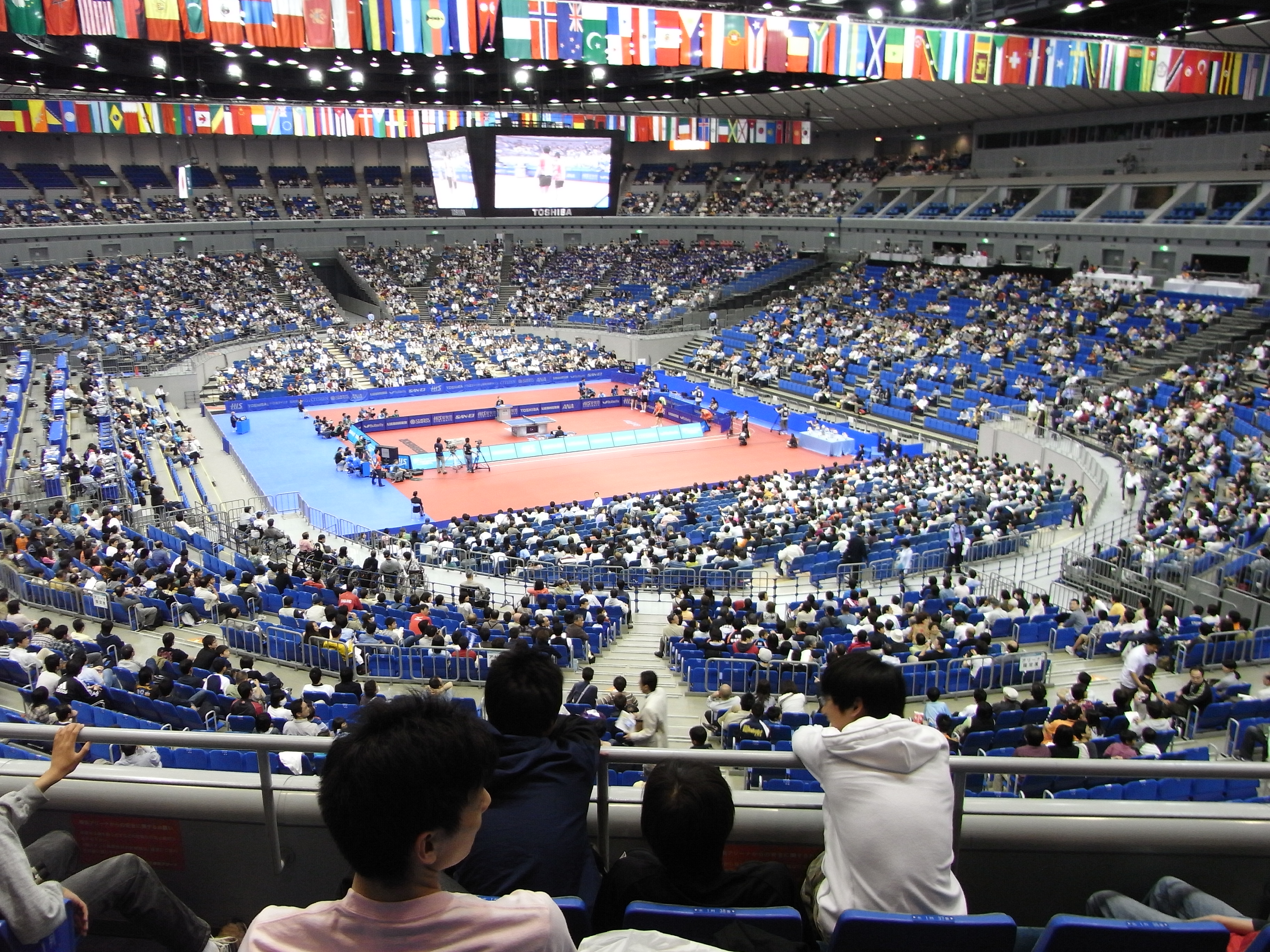
場内レイアウト（世界卓球選手権2009）
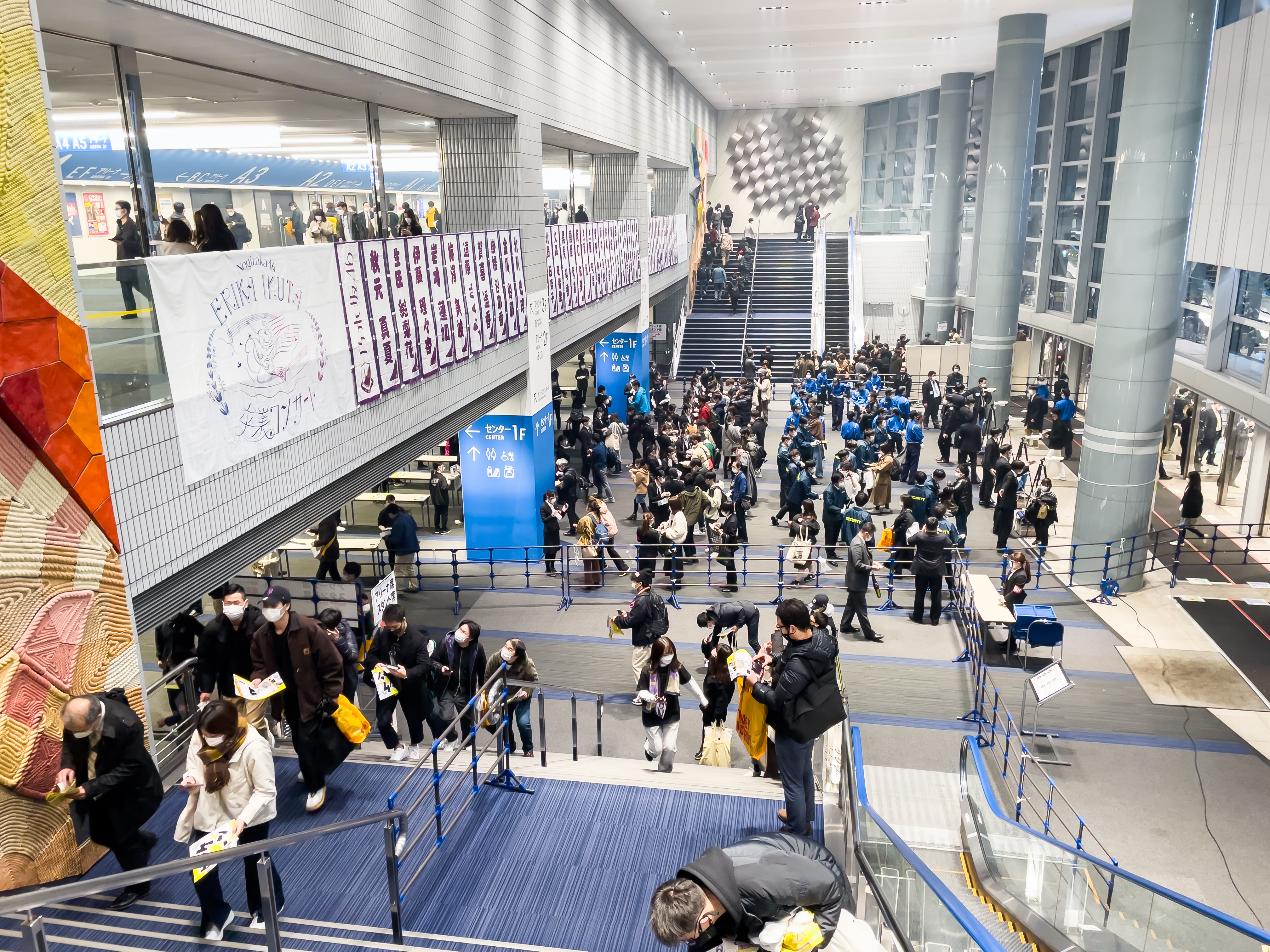
エントランス（乃木坂46 生田絵梨花 卒業コンサート〈2021年〉）

## 建築データ
（参考資料：市ヶ谷出版社 建築計画・設計シリーズ30『スポーツ施設』ISBN 4-87071-260-1、C3052）
- 名称 横浜アリーナ
- 用途 多目的ホール
- 設計 竹中工務店
- 施工 竹中工務店
- 敷地面積 26,691.42 m2
- 建築面積 20,373.27 m2
- 延床面積 45,800.46 m2
- 建蔽率 76.3%（許容100%）
- 容積率 171.59%（許容800%）
- 階数 地上5階棟屋1階
- 最高高さ 29.80 m
- 軒高 22.10 m
- 階高 1階5.00 m、基準階4.80 m
- 天井高 1階3.40 m、基準階3.00 m、アリーナ22.00 m
- 構造 鉄骨鉄筋コンクリート造、アリーナ大屋根は鉄骨トラス
- 施工期間 1987年5月 - 1989年2月
- アリーナの床は11000席のシートをユニットに収めた可動床で、さまざまなイベントの要求に応じた座席レイアウトをコンピューター制御により作り出すことが出来る。
- 主な設備
  - アリーナ面積：7,619 m2（114m×78m楕円形）
  - 1階コミュニティスペース：267 m2
  - 2階センテニアルホール：738 m2
  - 4階サブアリーナ：1,036 m2
  - 控室15室

## アクセス
- 横浜市営地下鉄ブルーライン 新横浜駅7・8番出口から徒歩4分
- 相鉄新横浜線 新横浜駅7・8番出口から徒歩4分
- 東急新横浜線 新横浜駅7・8番出口から徒歩4分
- 東日本旅客鉄道（JR東日本）横浜線 新横浜駅北口から徒歩5分
- 東海旅客鉄道（JR東海）東海道新幹線 新横浜駅東口から徒歩5分
- 横浜市営バス停留所「横浜アリーナ前」新横浜駅の次の停留所（1989年のアリーナ開館前の旧称は「ホテル前」閉館した新横浜ホテルの前に立地したため）

## 近隣施設
- 新横浜駅
  - キュービックプラザ新横浜（駅ビル）
- 新横浜プリンスホテル
- 横浜国際総合競技場（日産スタジアム）
- 新横浜スケートセンター
- 新横浜ラーメン博物館